# Melinda Czink
Melinda Czink (ur. 22 października 1982 w Budapeszcie) – węgierska tenisistka, reprezentantka kraju w Fed Cup, olimpijka z Aten (2004).

## Życie prywatne
Jej mężem jest Ernest Uncz, Bułgar niemieckiego pochodzenia.

## Kariera tenisowa
Zawodową tenisistką była w latach 2000–2014. W pierwszym sezonie swoich startów zadebiutowała w cyklu WTA Tour podczas eliminacji do turnieju w Budapeszcie. Przegrała tam w trzeciej rundzie z Eleną Wagner. Pierwszy turniej rangi ITF wygrała rok później w Stambule. Pierwszy ćwierćfinał w zawodach WTA Tour osiągnęła w sezonie 2003 w Helsinkach. Po tym turnieju pierwszy raz awansowała do pierwszej setki rankingu, na pozycję nr 93. Podczas kolejnego sezonu poprawiła to miejsce na 64. Zagrała również na igrzyskach olimpijskich w Atenach odpadając w pierwszej rundzie singla i debla. W grze podwójnej startowała wspólnie z Anikó Kapros.
Na początku 2005 jako szczęśliwa przegrana (w eliminacjach przegrała z Aną Ivanović) doszła do finału imprezy WTA Tour w Canberze, w którym doznała drugiej porażki z Ivanović. We wrześniu tego samego roku doszła do ćwierćfinału w Kalkucie, pokonując rozstawioną z nr 3 Sanię Mirzę w drugiej rundzie.
Jedyny w karierze tytuł w Cyklu WTA Tour odniosła we wrześniu 2009 w Québec, w finale pokonując Lucie Šafářovą. W styczniu 2010 została finalistką gry podwójnej w Brisbane mając za partnerkę Arantxę Parra Santonję.
W latach 2003–2006 reprezentowała Węgry w Fed Cup rozgrywając 12 meczów i połowę z nich wygrywając.
W rankingu gry pojedynczej Czink najwyżej była na 37. miejscu (21 września 2009), a w klasyfikacji gry podwójnej na 78. pozycji (10 maja 2010).

## Finały turniejów WTA
| Legenda                     | Legenda |
| --------------------------- | ------- |
| Wielki Szlem                |         |
| Igrzyska olimpijskie        |         |
| WTA Tour Championships      |         |
| 1988 – 2008                 |         |
| Kategoria I                 |         |
| Kategoria II                |         |
| Kategoria III               |         |
| Kategoria IV                |         |
| Kategoria V                 |         |
| 2009 – 2020                 |         |
| WTA Premier Mandatory       |         |
| WTA Premier 5               |         |
| WTA Premier                 |         |
| WTA International Series    |         |
| WTA 125K series (2012–2020) |         |

### Gra pojedyncza (1–1)
| Końcowy wynik | Nr | Data             | Turniej  | Nawierzchnia    | Przeciwniczka  | Wynik finału  |
| ------------- | -- | ---------------- | -------- | --------------- | -------------- | ------------- |
| Finalistka    | 1. | 9 stycznia 2005  | Canberra | Twarda          | Ana Ivanović   | 5:7, 1:6      |
| Zwyciężczyni  | 1. | 20 września 2009 | Québec   | Dywanowa (hala) | Lucie Šafářová | 4:6, 6:3, 7:5 |

### Gra podwójna (0–1)
| Końcowy wynik | Nr | Data             | Turniej  | Nawierzchnia | Partnerka              | Przeciwniczki                    | Wynik finału      |
| ------------- | -- | ---------------- | -------- | ------------ | ---------------------- | -------------------------------- | ----------------- |
| Finalistka    | 1. | 10 stycznia 2010 | Brisbane | Twarda       | Arantxa Parra Santonja | Andrea Hlaváčková Lucie Hradecká | 6:2, 6:7(3), 4–10 |